# Manhatta
Manhatta is een stomme korte avant-gardefilm uit 1921 geregisseerd door fotograaf Paul Strand en schilder Charles Sheeler. De film bestaat uit sfeeropnames van de stad New York ingeleid door teksten van Walt Whitman. De film werd in 1995 opgenomen in de Amerikaanse National Film Registry.

## Media
| (video) | \| \| |
|         |       |